# Alcohol secundario

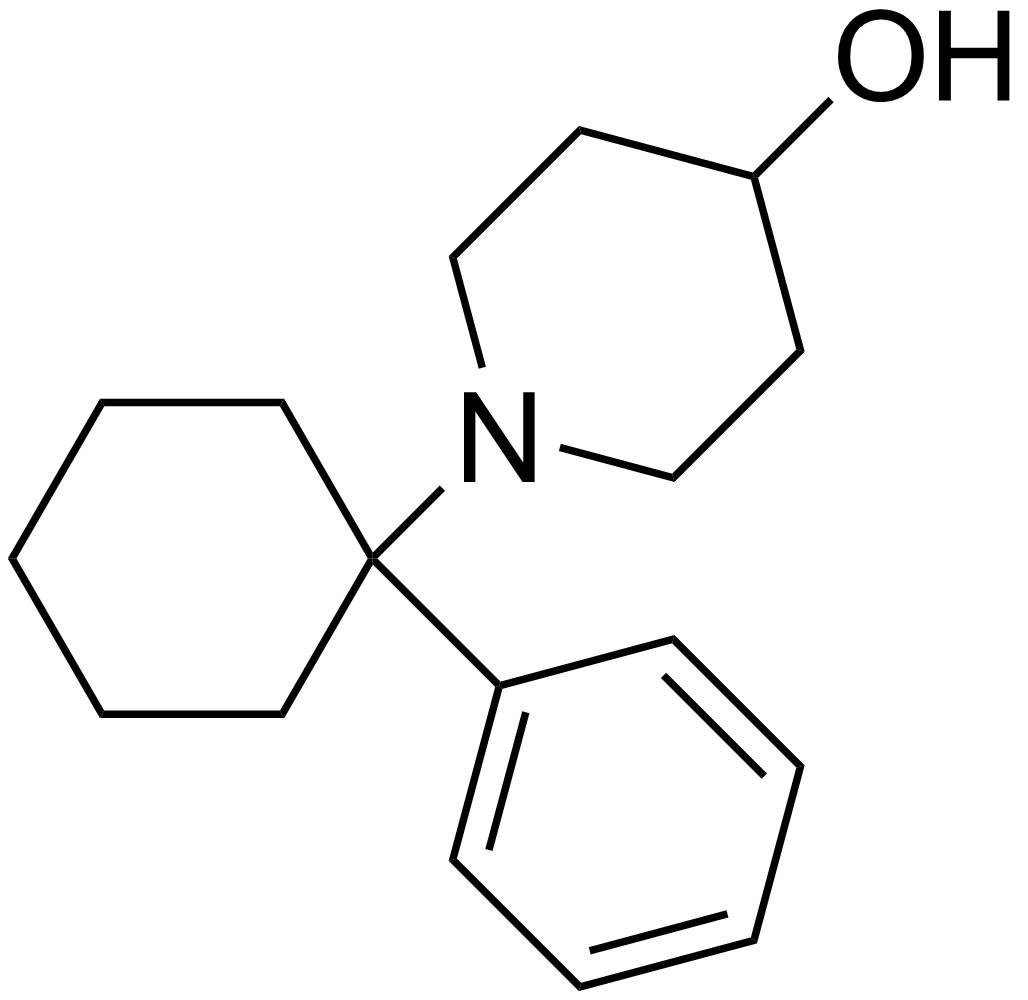
Estructura química de la 1-(1-fenilciclohexil)-4-hidroxipiperidina (PCHP)

Un alcohol es secundario, si el átomo de hidrógeno (H) sustituido por el grupo hidroxilo (-OH) pertenece a un carbono (C) secundario, como por ejemplo el 2-propanol o alcohol isopropílico: CH3-HCOH-CH3
Los alcoholes secundarios tardan en reaccionar entre 5 y 20 minutos porque los carbocationes secundarios no son suficientemente estables.
También se pueden obtener al mezclar una cetona + agua.